# Ein Rafa
Ein Rafa (he. עין ראפה ; ar. عين رافه) est un village israélien (conseil régional de Mateh Yehuda) situé à 10 kilomètres à l'ouest de Jérusalem près du village d'Ein Nakuba et du kibboutz Tsuva, et dont la population est arabe israélienne.

## Géographie
Le village se trouve à une altitude de 600 mètres sur les pentes boisées des montagnes de Juda, dans la vallée de l'oued Nahal Ksalon.
Le village est situé à 42 kilomètres de la côte de la mer Méditerranée, à environ 45 km au sud-est du centre de la ville de Tel-Aviv, à environ 11 kilomètres à l'ouest du centre historique de Jérusalem et à environ 13 kilomètres au nord-est de la ville de Beit Shemesh. Ein Rafa est placé à trois kilomètres de la ligne verte (et de la barrière de sécurité) qui sépare Israël dans ses frontières internationalement reconnues du territoire de la Cisjordanie.
Il est entouré par les villages d'Abou Gosh, de Ein Nakkuba, du kibboutz Tzuba et des moshavim Givat Yearim et Kiriat Yearim.
Ein Rafa est habité par des Arabes israéliens, relevant d'un règlement dans cette région qui est en grande partie ethniquement juive.
Ein Rafa est connecté au réseau de transport par la route no 1 reliant Jérusalem à Tel-Aviv, qui passe par le village dans le nord.

### Population
La population du village s'élève à plus de 1 200 habitants en 2018.
| Population (2016) | Population (2016) | Population (2016) |
| ----------------- | ----------------- | ----------------- |
| Hommes            | 603               | 50,5 %            |
| Femmes            | 590               | 49,5 %            |
| Total habitants   | 1 193             | 100 %             |

| Groupes d'âge (2016) | Groupes d'âge (2016) | Groupes d'âge (2016) |
| -------------------- | -------------------- | -------------------- |
| 0-14 ans             | 466                  | 39 %                 |
| 15-64 ans            | 666                  | 55,8 %               |
| 65 ans               | 62                   | 5,2 %                |

#### Evolution
L'évolution de la population du village s'établit comme suit, :
|           | Recensement | Recensement | Recensement | Estimation | Estimation | Estimation |
| Année     | 1983        | 1995        | 2008        | 2013       | 2015       | 2017       |
| --------- | ----------- | ----------- | ----------- | ---------- | ---------- | ---------- |
| Habitants | -           | -           | 900         | 1 060      | 1 138      | 1 211      |

#### Températures et précipitations
Le tableau des températures et précipitations mensuelles s'établit ainsi :
|                       | Janvier | Février | Mars | Avril | Mai  | Juin | Juillet | Août | Septembre | Octobre | Novembre | Décembre |
| --------------------- | ------- | ------- | ---- | ----- | ---- | ---- | ------- | ---- | --------- | ------- | -------- | -------- |
| Moy. Temperature (°C) | 9,5     | 10,2    | 12,3 | 15,7  | 20   | 22,4 | 23,9    | 24,4 | 22,9      | 20,7    | 16,5     | 11,7     |
| Min. Temperature (°C) | 5,5     | 6       | 7,1  | 9.4   | 13,2 | 15,7 | 17,4    | 18,1 | 16,5      | 14,4    | 11,4     | 7,5      |
| Max. Temperature (°C) | 13,6    | 14,4    | 17,5 | 22,1  | 26,9 | 29,2 | 30,4    | 30,7 | 29,3      | 27,1    | 21,7     | 15,9     |
| Precipitation / (mm)  | 123     | 108     | 87   | 19    | 4    | 0    | 0       | 0    | 0         | 11      | 65       | 108      |

## Histoire
D'après la légende, l'origine du nom d'Ein Rafa provient d'un moine français du nom de Rafa qui aurait dit aux villageois de creuser à tel endroit d'où aurait jailli une source d'eau.
Ein Rafa est fondé au début du XXe siècle comme un petit hameau à côté du village arabe voisin de Suba (maintenant à sa place se trouve le kibboutz Tsova) par trois frères du nom de Barhoum exilés du village de Suba par la famille Nasrallah qui leur aurait donné quelques terres à cultiver au pied de la colline,.
Pendant la guerre d'indépendance en 1948, les habitants du village de Suba ont fui devant l'avance des Israéliens, pour se réfugier dans le village arabe voisin d'Abu Gosh qui, pendant la guerre, a maintenu de bonnes relations avec les Juifs et dont les habitants n'ont pas connu de transferts de population. Vingt habitants de la famille Barhoum n'ont pourtant pas fui et sont restés dans leur village. Après la guerre, les habitants de Ein Rafa sont rentrés chez eux sauf ceux qui ont préféré rester là où ils se trouvaient, notamment à Jérusalem-Est.
En 1949, les habitants d'Ein Rafa ont reçu des cartes d'identité et la citoyenneté israéliennes. En 1967, ils ont bénéficié du permis pour le regroupement familial de ceux qui le souhaitaient, avec résidence permanente en Israël. D'autres sont restés à Jérusalem-est où ils s'étaient réfugiés.
Les habitants de Ein Rafa ont un conflit en cours avec ceux de Beit Nakuba qui les détestent - et inversement, leur reprochant des accommodements administratifs et d'être peu instruits et conservateurs pour les uns ou d'être libéraux et de vivre à l'israélienne pour les autres,,.

### Époque récente
Ein Rafa est l'un des deux villages arabes représentés dans le Conseil régional Mateh Yehuda, l'autre étant son voisin ennemi tout proche Ein Nakuba. Ein Rafa a une population de 1 200 personnes dont la plupart font partie du clan Barhoum, et ne dispose que d'une école primaire, alors qu'Ein Nakuba a une population de 3 200 habitants et possède une école secondaire. Le projet en cours vise à ce que les enfants d'Ein Rafa puissent fréquenter les écoles du village voisin et que soient construits 600 logements entre les deux zones, ouverts aux populations locales comme de l'étranger. Associées à ces constructions et avec l'aide du KKL-Jewish National Fund, des améliorations des infrastructures et une piste cyclable longue de douze kilomètres permettraient un développement du tourisme,.

## Culture
En mars 2015, Ein Rafa organise un festival dans le village arabe animé de musique et danse. Les résidents vendent des produits locaux faits maison (soupes, légumes farcis, pains pitas, pâtisseries, desserts) ; des visites à pied sont organisées dans le village et dans les environs (Nahal Kisalon) et des maisons ouvertes pour rencontrer et discuter avec les habitants du village.

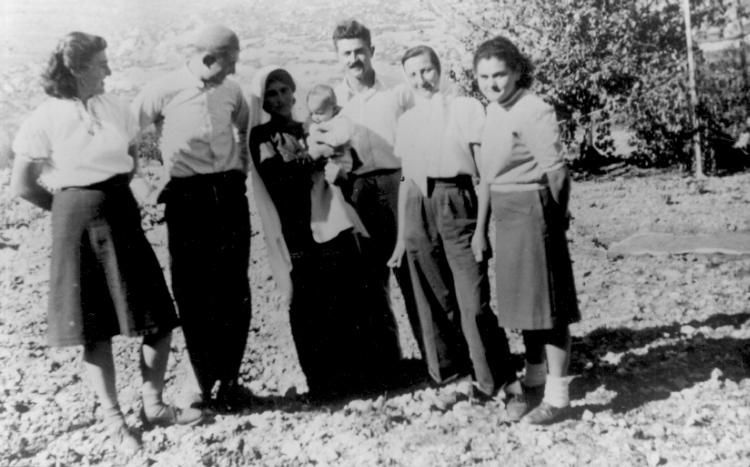
Membres du kibboutz Tzova lors d'une visite de courtoisie à leurs voisins de Ein Rafa, 1948
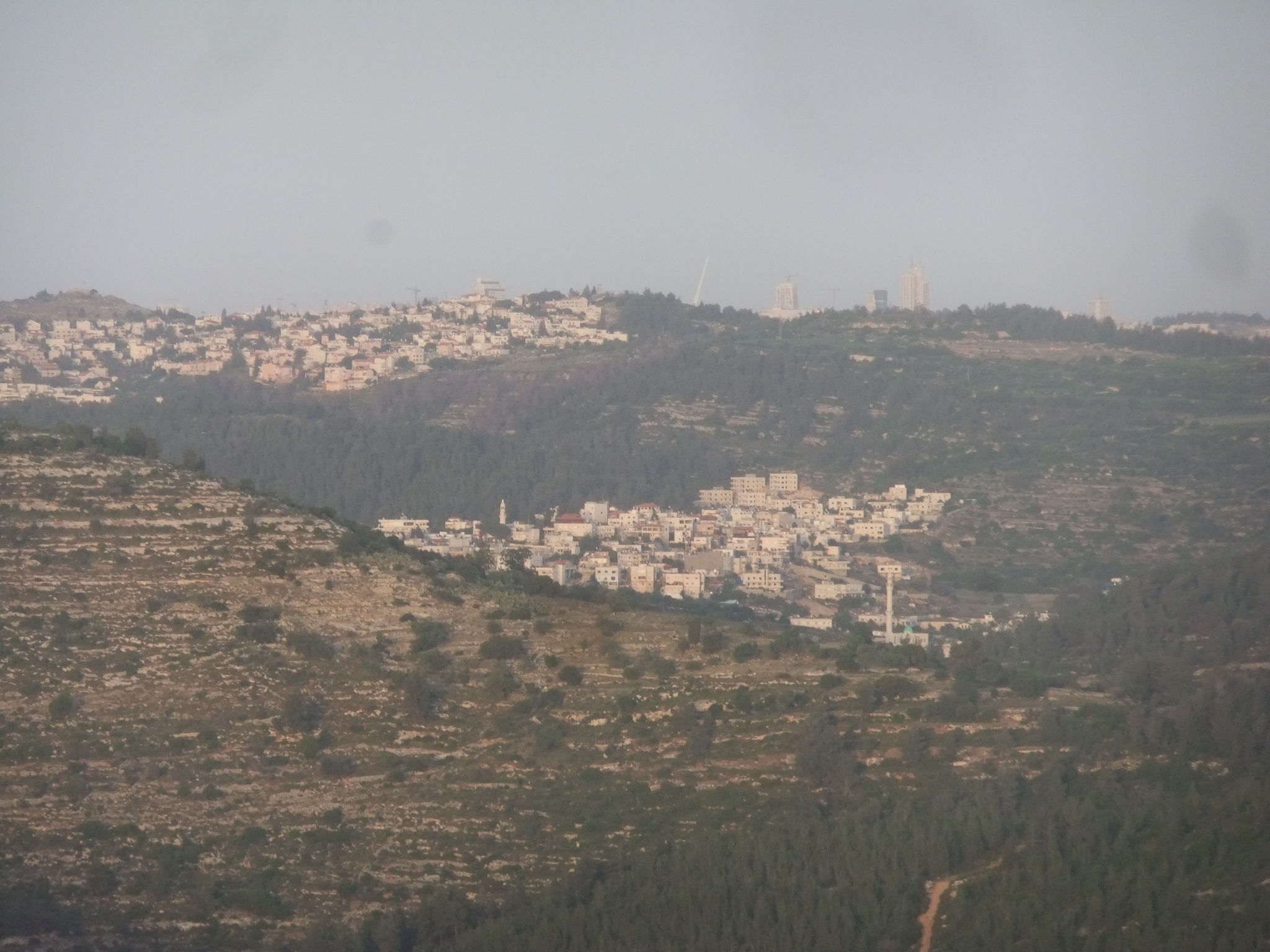
Village d'Ein Rafa dans la vallée devant celui de Meoz Zion sur la colline, 2013
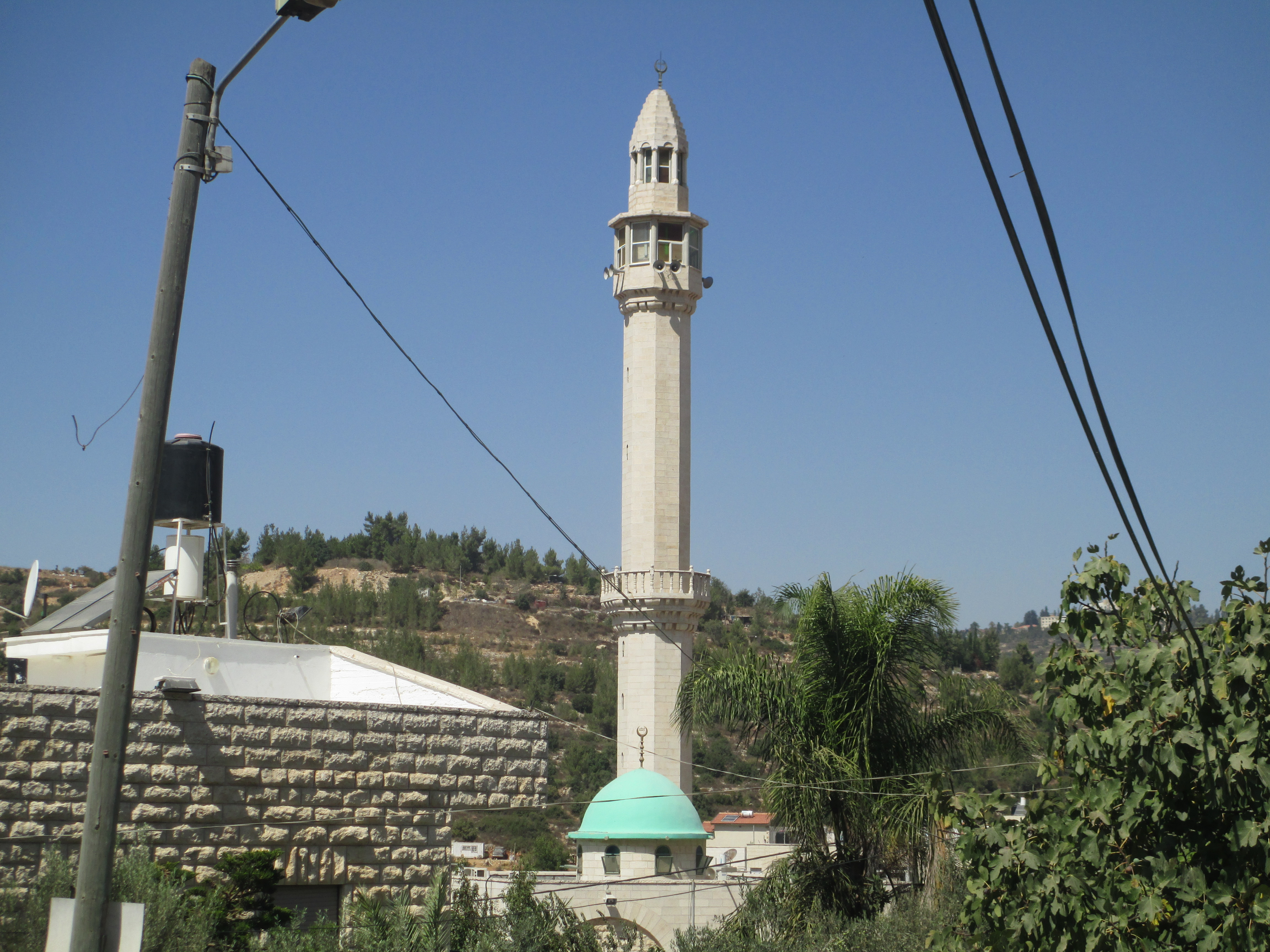
Une des mosquées de Ein Rafa
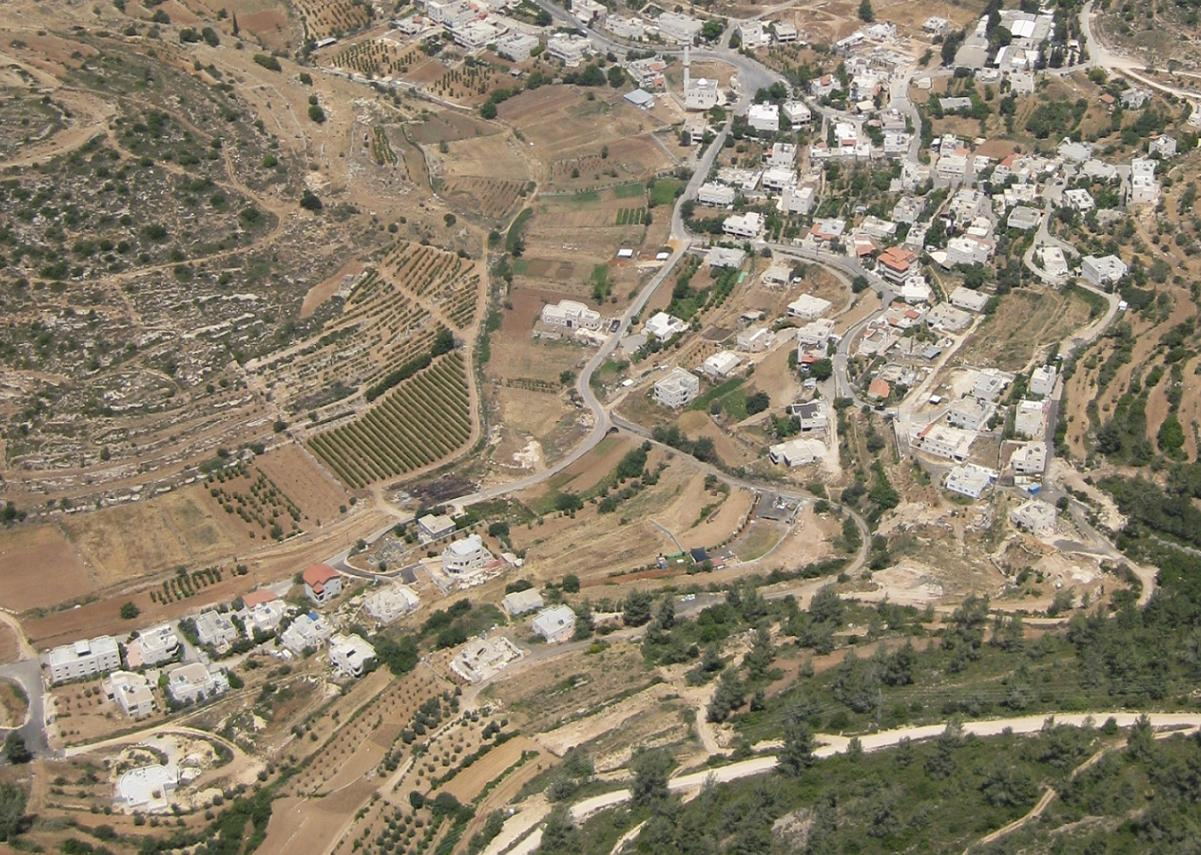
Vue aérienne, 2008